# Mina (ime)
Mina je žensko osebno ime.

## Izvor imena
Ime Mina je skrajšana oblika iz imen Hermina in Vilhelmina. Nemški skrajšani obliki imen Hermine in Wilhelmine sta Mina, Mine in Minna, Minne. Nemški imeni Minna, Minne razlagajo tudi iz starovisokonemške besede minna v pomenu »ljubezen«.

## Različice imena
Minca, Minčica, Mine, Minela, Mineta, Minka, Minkica

## Tujejezikovne različice imena
- pri Francozih: Minette
- pri Nemcih: Hermina, Wilhelmine, skrajšano: Mina, Mine, Minna, Minne
- pri Nizozemcih: Mineke

## Pogostost imena
Po podatkih Statističnega urada Republike Slovenije je bilo na dan 31. decembra 2007 v Sloveniji število ženskih oseb z imenom Mina: 259.

## Osebni praznik
V koledarju je ime Mina kakor tudi različice uvršča k imenom, Marija, Hermina, Vilma in Viljemina.